# Alexie Gilmore
Alexie Gilmore (Manhattan, 11 dicembre 1976) è un'attrice statunitense.

## Filmografia parziale

### Cinema
- Famous - Lisa Picard Is Famous (Lisa Picard is Famous), regia di Griffin Dunne (2000)
- Extrema - Al limite della vendetta (Descent), regia di Talia Lugacy (2007)
- The Babysitters, regia di David Ross (2007)
- Certamente, forse (Definitely, Maybe), regia di Adam Brooks (2008)
- Surfer, Dude, regia di S.R. Bindler (2008)
- Il papà migliore del mondo (World's Greatest Dad), regia di Bobcat Goldthwait (2009)
- Mercy, regia di Patrick Hoelck (2009)
- Brief Reunion, regia di John Daschbach (2011)
- Fairhaven, regia di Tom O'Brien (2012)
- Willow Creek, regia di Bobcat Goldthwait (2013)
- Un giorno come tanti (Labor Day), regia di Jason Reitman (2013)

### Televisione
- New Amsterdam - 8 episodi (2008)
- Grey's Anatomy - un episodio (2009)
- CSI - Scena del crimine (CSI: Crime Scene Investigation) - un episodio (2012)
- Castle – serie TV, episodio 6x16 (2014)
- Legends - 3 episodi (2014)
- CSI: Cyber - 3 episodi (2015)

## Doppiatrici italiane
Nelle versioni in italiano delle opere in cui ha recitato, Alexie Gilmore è stata doppiata da:
- Alessandra Korompay in Ghost Whisperer - Presenze
- Tatiana Dessi in Burn Notice - Duro a morire
- Sabrina Duranti in Dr. House - Medical Division
- Rachele Paolelli in Castle
- Barbara De Bortoli in Magnum P.I.